# Festa Major de Verdum
La Festa Major de Verdum se celebra la tercera setmana de setembre al barri de Verdum, al districte de Nou Barris de Barcelona. L'Associació de Veïns i Veïnes de Verdum és l'entitat encarregada d'organitzar-hi la festa major, durant la tercera setmana de setembre, amb la intenció de dinamitzar el barri amb activitats per a tothom. El programa festiu és ben divers, amb torneigs esportius, una cantada d'havaneres, concerts i balls de festa major, àpats populars, tallers i jocs per a infants i un gran correfoc.

## Actes destacats
- Cantada d'havaneres. Cada any les havaneres i la cançó de taverna tenen un espai en la festa major de Verdum. És un acte divertit que combina la música i el tast de la beguda típica: el rom cremat.[1]
- Correfoc. El Grup de Foc de Nou Barris s'encarrega del correfoc de l'últim dia de festa. Comença amb una tabalada i, a continuació, els diables encenen les places i carrers principals del barri. En acabat, una gran traca a la plaça de Francesc Layret acomiada la festa fins a l'any vinent.[1]